# 楠ひなた
楠 ひなた（くすのき ひなた、5月6日 - ）は、日本の女性声優、神奈川県出身。

## 人物
趣味は映画鑑賞、カフェ巡り、散歩。
株式会社カラメルカラムがニコニコ生放送にて放送する『事情により音声のみでお送りしております。』に不定期で出演している。

## 出演作品

### テレビアニメ
2014年
- 毎度！浦安鉄筋家族（上田信彦、花子[2]）

2015年
- おじゃる丸[3]
- 神様はじめました◎（護〈式神時〉、千代丸、女子生徒、神様[4]）

### ゲーム
2014年
- 魔界のパズルカ[5]

時期不明
- プリズミック（フィーネ[6]）